# Ley que regula el gasto de publicidad del Estado Peruano
La Ley Nº 30793, Ley que regula el gasto de publicidad del Estado Peruano, denominada como la Ley Mulder, Ley Mordaza o Ley Antimermelada fue una ley de la República del Perú que eliminaba la publicidad estatal en medios privados.
La ley prohibía la publicidad estatal en medios privados, excepto en caso de emergencia nacional o desastres y la publicidad educativa electoral. Solo se podrá realizarse en medios del Estado y en la red digital.

Articulo 3.- Prohibición:
Queda prohibida toda publicidad en medios privados, bajo responsabilidad. No se considera como tal el trabajo periodístico tales como reportaje, entrevistas, conferencias de prensa y similares, las que se pueden desarrollar libremente sin que suponga pago alguno al medio de comunicación. La ley a este precepto será considera delito de malversación.
Artículo 4.- Excepciones:
Se exceptúan de la prohibición los casos de desastres o emergencias nacionales declarados por decreto de urgencia, las campañas de educación electoral por parte de los entes electorales una vez convocadas las elecciones.
Ley Nº 2133, Ley que regula el gasto de publicidad del Estado Peruano. Lima, 15 de junio de 2018.

La iniciativa legislativa fue presentada inicialmente el 15 de noviembre de 2017 mediante el Proyecto de Ley N° 2133 por el congresista Mauricio Mulder. Según el congresista el proyecto de ley apunta al «dispendio de recursos» luego de ver un anuncio con el eslogan «Sunedu es como esa tía brava que nos defiende» y que «hay medios que viven de lo que les traslada el alcalde o el gobernador».
El 28 de febrero de 2018 fue aprobada el proyecto por la Comisión Permanente del Congreso con 20 a favor, 3 en contra y 14 abstenciones.
El dictamen fue aprobada por insistencia el 15 de junio del 2018 con 70 votos a favor, 30 en contra y 7 abstenciones. Dicha ley fue publicada el 18 de junio del 2018 en las Normas Legales del Diario Oficial El Peruano.
Con la entrada en vigencia de la ley quedaría afectada las campañas publicitarias del Estado, como multisectoriales y de prevención, entre ellas las jornadas de vacunación, contra el friaje y las heladas, los simulacros nacionales de sismos y las convocatorias a los simulacros nacionales. Además de las actividades empresariales del Estado como las cajas municipales.

## Votación del Congreso
El 14 de junio se aprobó la ley con 70 votos a favor, 30 en contra y 7 abstenciones.
| Asunto                                                   | Fecha                                                   | Voto | Voto |    |   |   |   |   |   |   | Candidato independiente | Total  |
| -------------------------------------------------------- | ------------------------------------------------------- | ---- | ---- | -- | - | - | - | - | - | - | ----------------------- | ------ |
| Ley que regula el gasto de publicidad del Estado Peruano | 14 de junio de 2018 Mayoría absoluta requerida (54/107) | Sí   |      | 59 |   |   | 1 | 4 |   | 3 | 3                       | 70/107 |
| Ley que regula el gasto de publicidad del Estado Peruano | 14 de junio de 2018 Mayoría absoluta requerida (54/107) | No   |      |    | 9 | 8 |   | 2 | 1 |   | 10                      | 30/107 |
| Ley que regula el gasto de publicidad del Estado Peruano | 14 de junio de 2018 Mayoría absoluta requerida (54/107) | Abs. |      |    |   |   | 4 |   | 2 |   | 1                       | 7/107  |

## Demanda de inconstitucionalidad
El 21 de junio de 2018, el ministro de Justicia, Salvador Heresi, presentó ante el Tribunal Constitucional la demanda de inconstitucionalidad en cual señala que la ley contraviene la "Constitución Política del Perú de 1993 y la Convención Americana sobre Derechos Humanos".
Asimismo la bancada de Peruanos Por el Kambio presentó el 20 de junio de 2018 una demanda en oposición suscrita por 33 congresistas integrantes de la bancada de Acción Popular, Frente Amplio, Alianza para el Progreso y no agrupados. La demanda fue admitida por el Tribunal Constitucional.
El Tribunal Constitucional declaró de inconstitucional con seis a favor y uno en contra.

## Reacciones
- El presidente de la Federación Peruana de Cajas Municipales, Ahorro y Crédito (Fepmac), Jorge Solís, sostuvo que la ley afecta la competitividad ya que no podrán promocionar sus productos financieros "en igualdad de condiciones con los bancos privados".[17]
- El expresidente de la República, Martín Vizcarra, comunicó que "le impide al Ejecutivo cumplir una de sus principales funciones constitucionales: comunicar sobre las acciones, medidas y servicios que brinda a la población".[18]
- La lidera de Fuerza Popular, Keiko Fujimori, señaló que la ley busca "legislar sobre el presupuestos del Estado", evitar el “autobombo” y destinarse a proyectos "con prioridad".[19][20]